# Ullerup
Ullerup is een plaats in de Deense regio Zuid-Denemarken, gemeente Sønderborg, en telt 443 inwoners (2008).